# Kabinett Kyprianou IV

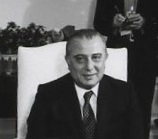
Spyros Kyprianou war zwischen 1977 und 1988 Staatspräsident

Das Kabinett Spyros Kyprianou IV wurde in der Republik Zypern am 7. Januar 1985 von Staatspräsident Spyros Kyprianou von der Demokratischen Partei DIKO (Dimokratiko Komma) gebildet und löste das Kabinett Spyros Kyprianou III ab. Es blieb nach  Kabinettsumbildungen am 2. August 1985 sowie am 7. November 1987 bis zum 28. Februar 1988 im Amt und wurde daraufhin vom Kabinett Georges Vassiliou abgelöst.

## Minister
Dem Kabinett gehörten folgende Minister an:
| Amt                                                   | Amtsinhaber                             | Beginn der Amtszeit             | Ende der Amtszeit                 |
| ----------------------------------------------------- | --------------------------------------- | ------------------------------- | --------------------------------- |
| Staatspräsident                                       | Spyros Kyprianou                        | 7. Januar 1985                  | 28. Februar 1988                  |
| Außenminister                                         | Georgios Iacovou                        | 7. Januar 1985                  | 28. Februar 1988                  |
| Finanzminister                                        | Konstantin Kittis Christos Mavrellis    | 7. Januar 1985 2. August 1985   | 29. Juli 1985 28. Februar 1988    |
| Minister im Präsidialamt                              | Konstantin Mikellides Demetrios Leveras | 7. Januar 1985 2. August 1985   | 1. August 1985 28. Februar 1988   |
| Innenminister                                         | Rois Nikolaidis Konstantin Mikellides   | 7. Januar 1985 2. August 1985   | 1. August 1985 28. Februar 1988   |
| Verteidigungsminister                                 | Stelios Katsellis Elias Eliades         | 7. Januar 1985 2. August 1985   | 1. August 1985 28. Februar 1988   |
| Bildungsminister                                      | Andreas Christofides                    | 7. Januar 1985                  | 28. Februar 1988                  |
| Minister für Kommunikation und öffentliche Arbeiten   | Christos Mavrellis Rois Nikolaidis      | 7. Januar 1985 2. August 1985   | 1. August 1985 28. Februar 1988   |
| Gesundheitsminister                                   | Christos Pelekanos                      | 7. Januar 1985                  | 28. Februar 1988                  |
| Minister für Handel und Industrie                     | Michalakis Michailidis                  | 7. Januar 1985                  | 28. Februar 1988                  |
| Minister für Arbeit und Sozialversicherung            | Andreas Mousiouttas                     | 7. Januar 1985                  | 28. Februar 1988                  |
| Minister für Landwirtschaft und natürliche Ressourcen | Andreas Papasolomontos Nikos Patikhos   | 7. Januar 1985 7. November 1987 | 6. November 1987 28. Februar 1988 |
| Justizminister                                        | Demetrios Leveras                       | 7. Januar 1985                  | 28. Februar 1988                  |